# (26661) Kempelen
(26661) Kempelen ist ein Asteroid des Hauptgürtels, der am 27. November 2000 vom slowakischen Astronomen Peter Kušnirák an der Sternwarte Ondřejov (IAU-Code 557) in Tschechien entdeckt wurde.
Der Asteroid wurde nach dem österreichisch-ungarischen Erfinder, Architekten und Staatsbeamten Wolfgang von Kempelen (1734–1804) benannt, der durch den 1769 von ihm konstruierten Schachtürken europaweit bekannt wurde.